# Helena Salonius

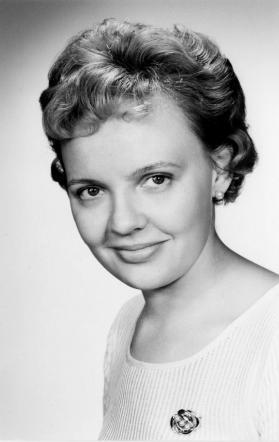
Helena Salonius.

Helmi Helena Salonius, född 17 mars 1930 i Helsingfors, död 24 september 2012 i Helsingfors, var en finländsk skådespelare och sångerska.
Salonius var dotter till sångerskan Helmi Frilander, som var god vän med Aino Ackté. 1939 började Salonius att studera vid Helsingfors finländska samskola och inledde på 1950-talet sina studier vid teaterskolan. Därefter verkade hon vid Åbo stadsteater tillsammans med maken Saulo Haarla. Senare övergick Salonius till Tammerfors arbetarteater. 1961 började Salonius att studera sång och gjorde studieresor till Italien och Österrike och bland hennes lärare märks Aulikki Rautawaara och Antti Koskinen. 1979 gjorde Salonius sjutton skivinspelningar och medverkade åren 1949–1984 i åtta filmer och TV-uppsättningar.